# Katharina Raeder
Katharina Raeder, född 1744, död 1772, var en tysk skådespelare.